# Physoptychis
Physoptychis é um género botânico pertencente à família Brassicaceae.